# Khâm định hiến pháp đại cương
Khâm định hiến pháp đại cương  năm 1908 (giản thể: 钦定宪法大纲; phồn thể: 欽定憲法大綱; bính âm: Qīndìng Xiànfǎ Dàgāng), là nỗ lực của nhà Thanh nhằm thiết lập chế độ quân chủ lập hiến vào đầu thế kỷ 20. Bản hiến pháp này giúp định hình chế độ quân chủ lập hiến và xác nhận một số quyền lợi cơ bản của thần dân, đồng thời áp đặt một vài hạn chế đối với quyền lực của quân chủ.
Vì bản thảo hiến pháp này không được xây dựng một cách dân chủ mà do chính Từ Hi Thái hậu ban bố nhân danh Hoàng đế Quang Tự cho nên mới gọi là "Khâm định hiến pháp đại cương".

## Nội dung chính
Khâm định hiến pháp đại cương dựa trên "Hiến pháp Đế quốc Nhật Bản" với 23 điều, bao gồm phần chính "Quyền hạn của Quân chủ" (君上大权) và phần phụ lục "Quyền lợi và nghĩa vụ của thần dân" (臣民权利义务).

## Ảnh hưởng và đánh giá
Mặc dù Khâm định hiến pháp đại cương được mô phỏng theo Hiến pháp Minh Trị của Nhật Bản, đây là văn kiện hiến pháp đầu tiên trong lịch sử Trung Quốc.